# Захисник землі

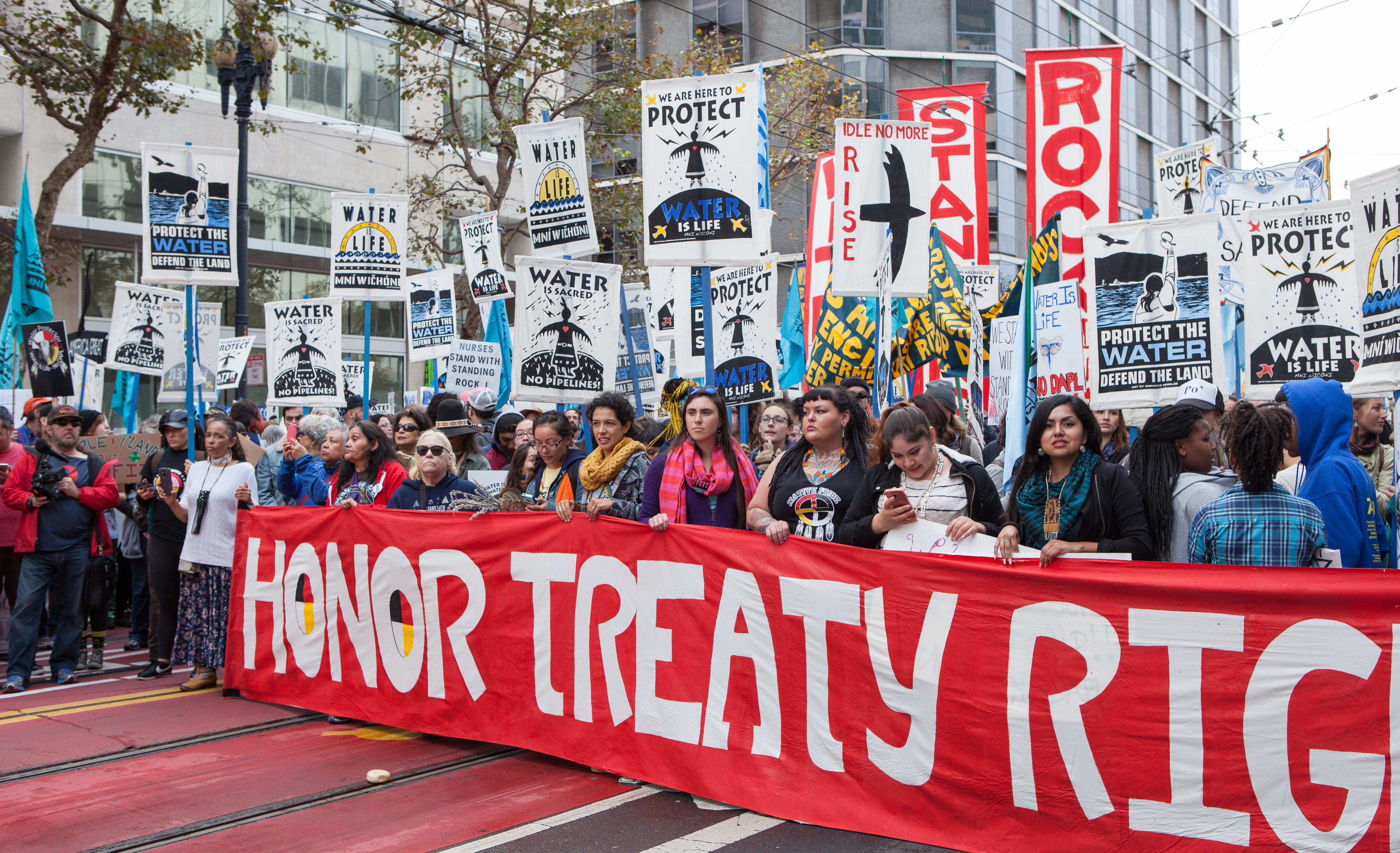
2016 Марш «Стій зі стоячим роком». Серед лозунгів «Ми тут, щоб захищати» і «Захищати землю».

Захисник/захисниця землі або захисник/хахисниця навколишнього середовища – активіст чи активістка, який чи яка працює над захистом екосистем та прав людини на безпечне, здорове навколишнє середовище. Часто захисники та захисниці є членами корінних громад, які захищають землі предків від забруднення, виснаження або знищення.
Корінні народи можуть вважати землю та її ресурси священними, а турбота про землю вважається обов’язком, який шанує предків, нинішніх народів і майбутніх поколінь.
Захисники та захисниці землі зазнають жорсткого переслідування з боку потужних політичних і корпоративних альянсів, які отримують прибуток від видобутку ресурсів. що в свою чергу може призвести до забруднення. Рада ООН з прав людини визначила, що захисники та захисниці землі є «серед тих правозахисників, які найбільше піддаються ризику».

## Етимологія
Під час протестів у 2016 році до газопроводу Дакоти члени індіанської резервації Стендінг-Рок заблокували будівництво газогону, щоб захистити землю та водопостачання племені. Ці зусилля на низовому рівні призвели до сотень арештів і сутичок з поліцією та солдатами Національної гвардії. Негативні статті описували захисників та захисниць землі корінного населення як «протестувальників», цей термін засуджували багато екологічних активістів та активісток.
Екологічний активіст і актор Даллас Голдтут з Корінної екологічної мережі розкритикував термін «протестувальник», заявивши, що слово «протестувальник» є негативним і означає, що корінні люди злі, жорстокі або надмірно оберігають ресурси.
Натомість члени руху називають себе «захисниками/захисницями землі», термін, який підкреслює пацифізм і відповідальність за турботу про землі предків, які можуть бути частиною спадщини захисника чи захисниці.
Покровителька земель інуїтів - лабрадорів Деніз Коул заявила: «Я дуже вірую, коли приймаю ліки, коли беру барабан, те, що колоніальний закон називає протестом, я вважаю церемонією».

## Історія
Смертельні земельні конфлікти в Гондурасі почалися з початку 1990-х років.

## Роль і активність
Захисники та захисниці землі відіграють активну і все більш помітну роль у діях, спрямованих на захист, пошану та проголошення важливості землі. Існують тісні зв’язки між рухом захисників та захисниць води, рухом захисників землі та природоохоронною активністю корінного населення. Захисники землі протистоять встановленню трубопроводів, промисловості викопного палива, знищенню території для розвитку, наприклад сільського господарства або житлового будівництва, а також діяльності з видобутку ресурсів, як-от фракінг, оскільки ці дії можуть призвести до деградації землі, знищення лісу та руйнування середовища проживання. Захисники та захисниці землі чинять опір діяльності, яка завдає шкоди землі, особливо на територіях корінних народів, і їхня робота пов’язана з правами людини. Яззі вказує на тактику опору захисників землі діне та їх антикапіталістичну позицію та позицію проти розвитку щодо видобутку ресурсів як тісно пов’язані з давніми традиціями опору діне.
Активізм може відбуватися у формі зведення блокад на заповідних землях або традиційних територіях, щоб блокувати корпорації від діяльності з видобутку ресурсів. Захисники та захисниці вод і землі також будують табори, щоб зайняти традиційні території та зміцнити культурні зв’язки. Активісти та активістки також працюють через правові рамки, такі як державні судові системи, намагаючись зберегти контроль над традиційними територіями.
Дії громадянської непокори, вжиті захисниками землі, часто криміналізуються, а деякі стверджують, що підлягають жорсткішій поліцейській діяльності та насильству.
Жінки є невід'ємною частиною успіху руху, оскільки вони часто є захисницями землі, які помітні на фронті блокад і в протестах опору.

## Небезпеки, що стоять перед захисниками та захисницями землі
Global Witness повідомила про 1922 вбивства захисників та захисниць землі в 57 країнах у період з 2002 по 2019 рік. 40% жертв належали до корінних спільнот, незважаючи на те, що вони становили 6% населення планети. Документація цього насильства також неповна.
У 2020 році кількість вбивств захисників та захисниць землі досягла рекордного рівня – 227.
Спеціальний доповідач ООН Девід Р. Бойд запитав: "Як ми можемо захистити надзвичайну різноманітність життя на Землі, якщо ми не можемо захистити захисників навколишнього середовища?" Він також заявив, що за кожного вбитого залякують, заарештовують або іншим чином переслідують близько сотні захисників землі.
Захисники та захисниці землі часто стикаються з небезпечними умовами в опозиції до державних повноважень, ресурсних корпорацій, таких як газові або гірничодобувні корпорації, інших, які прагнуть розробити землю або знищити права на землю корінного населення. Американський еколог Білл МакКіббен заявив: «[Захисники та захисниці] знаходяться в зоні ризику, бо вони живуть на або поблизу чогось, чого вимагає якась корпорація. Ця вимога – попит на якомога більший прибуток, найшвидший термін, найдешевшу операцію – здається, зрештою перетворюється на розуміння, що порушник спокою повинен піти».
Мідделдорп і Ле Білон вказали на небезпеку, з якою стикаються захисники та захисниці землі, особливо в авторитарних режимах. У їхній статті 2018 року на цю тему вказується на вбивство кількох захисників та захисниць землі в Гондурасі. Там в долині Агуан були відправлені воєнізовані формування для проникнення та вбивства активістів за права на ключові землі, щоб підірвати зусилля групи. Можна пов’язати придушення прав на землю корінного населення та історію залякування, насильницьких тактик і вбивств проти захисників та захисниць землі з економічним розвитком і «захопленням землі» в колоніальних національних державах.
Канадійська національна поліція, RCMP, була готова застосувати силу проти захисників та захисниць землі під час протесту в Британській Колумбії 2019 року.
Д.нлоп пов’язує акти насильства проти захисників та захисниць землі в таких країнах, як Мексика, як помсту за опір економічному розвитку та видобутку ресурсів.
Правозахисна організація Global Witness повідомила, що в 2018 році в таких країнах, як Філіппіни, Бразилія, Індія та Гватемала, було вбито 164 захисника та захисниці землі. У цьому ж звіті стверджується, що значна кількість убитих, поранених і під загрозою належали до корінних народів. Ле біллон і Луяла повідомляють, що в період з 2002 по 2018 роки було вбито щонайменше 1734 захисника та захисниці навколишнього середовища та землі, і що корінне населення найбільше піддається ризику, тобто до цієї групи належить понад третина вбитих захисників землі. ООН повідомила, що уряди країн називають багатьох захисників землі терористами, намагаючись дискредитувати їхні заяви. Таке маркування може створити небезпечні умови для тих, хто працює на захист прав на землю.
Yale Environment 360 повідомляє, що у 2019 році було вбито щонайменше 212 активістів та активісток екологічної кампанії та захисників землі Більше половини вбивств, про які повідомлялося у 2019 році, відбулися в Колумбії та на Філіппінах.
Amnesty International звернула увагу на небезпеку, з якою стикаються ті, хто прагне захистити землю, воду та громади, назвавши Латинську Америку найнебезпечнішим місцем для захисників та захисниць землі. Фонд захисту довкілля повідомив, що понад 1700 захисників та захисниць було вбито, при цьому менше 10% винних притягнуто до відповідальності. Повстання від вимирання (XR) працювало над тим, щоб привернути увагу до становища захисників та захисниць землі та вшанували тих, хто загинув чи загинула, а робота захисників та захисниць землі була пов’язана з ініціативами кліматичної справедливості, такими як Climate Strike Canada.

## Вбиті захисники землі
- Берта Ізабель Касерес Флорес (4 березня 1971 – 2 березня 2016) - гондурасська екологічна активістка, лідерка корінних народів.
- Пауло Пауліно Гуахахара - бразильський активіст, убитий 2019 року у засідці нелегальних лісорубів у регіоні Амазонки.[43][44]
- Чіко Мендес - бразильський активіст та еколог.
- Ернан Бедоя - афроколумбійський активіст за права на землю.
- Хуліан Каррільо - лідер корінного населення Рарамурі (Мексика), убитий 24 жовтня 2018 року.[45][46][47]
- Дату Кайло Бонтолан - вождь племені Манобо, член Національної ради лідерів Катрібу (Північний Мінданао, Філіппіни), убитий 7 квітня 2019 року.[48][49]
- Омар Гуасирума - лідер корінного населення Колумбії, убитий у березні 2020 року.[48]
- Ернесто Гуасирума - лідер корінного населення Колумбії, убитий у березні 2020 року.[48]
- Симон Педро Перес - лідер корінних народів, убитий 6 липня 2021 року (Чьяпас, Мексика).[50][51]
- Хав'єра Рохас - чилійський еколог і активіст, знайдений мертвим у листопаді 2021 року.[52] .

## Подальше читання
- Amnesty International (2016). They Will Not Stop Us. Ecuador: Justice and Protection for Amazonian Women, Defenders of the Land, Territory, and Environment (PDF). Архів оригіналу (PDF) за 21 квітня 2022. Процитовано 12 травня 2022.